# Мырпонаыб
Мырпонаыб — деревня в составе сельского поселения Ужга Койгородского района Республики Коми. Численность населения деревни на 2023 год — 3 человека.

## Географическое положение
Деревня расположена примерно в 5 километрах на север по прямой от центра сельсовета села Ужга и примерно в 12 километрах на север от районного центра села Койгородок.

## Климат
Климат умеренно-континентальный с наименее суровыми условиями. Лето короткое, средняя продолжительность безморозного периода 102 дня, зима длинная, холодная, с устойчивым снежным покровом. Средняя годовая температура воздуха составляет 1 ºС. Среднемноголетнее количество годовых осадков 622 мм.

## История
Упомянута впервые в 1784 году как деревня Мырпонаибская. В 1859 году в ней было 27 дворов и 160 жителей. В 1926 году в деревне Мырпонаыб было 44 двора, 210 жителей. В 1970 году 110 жителей, в 1979 — 48, в 1989 году в деревне оставалось уже 24 человека, все коми по национальности. В настоящее время в деревне располагается фермерское хозяйство. Основное направление деятельности — кормопроизводство и выращивание бычков.

## Население
| 2010 |
| ---- |
| 2    |

В 2002 году было учтено 4 постоянных жителей, все коми,.